# Stillgewässer

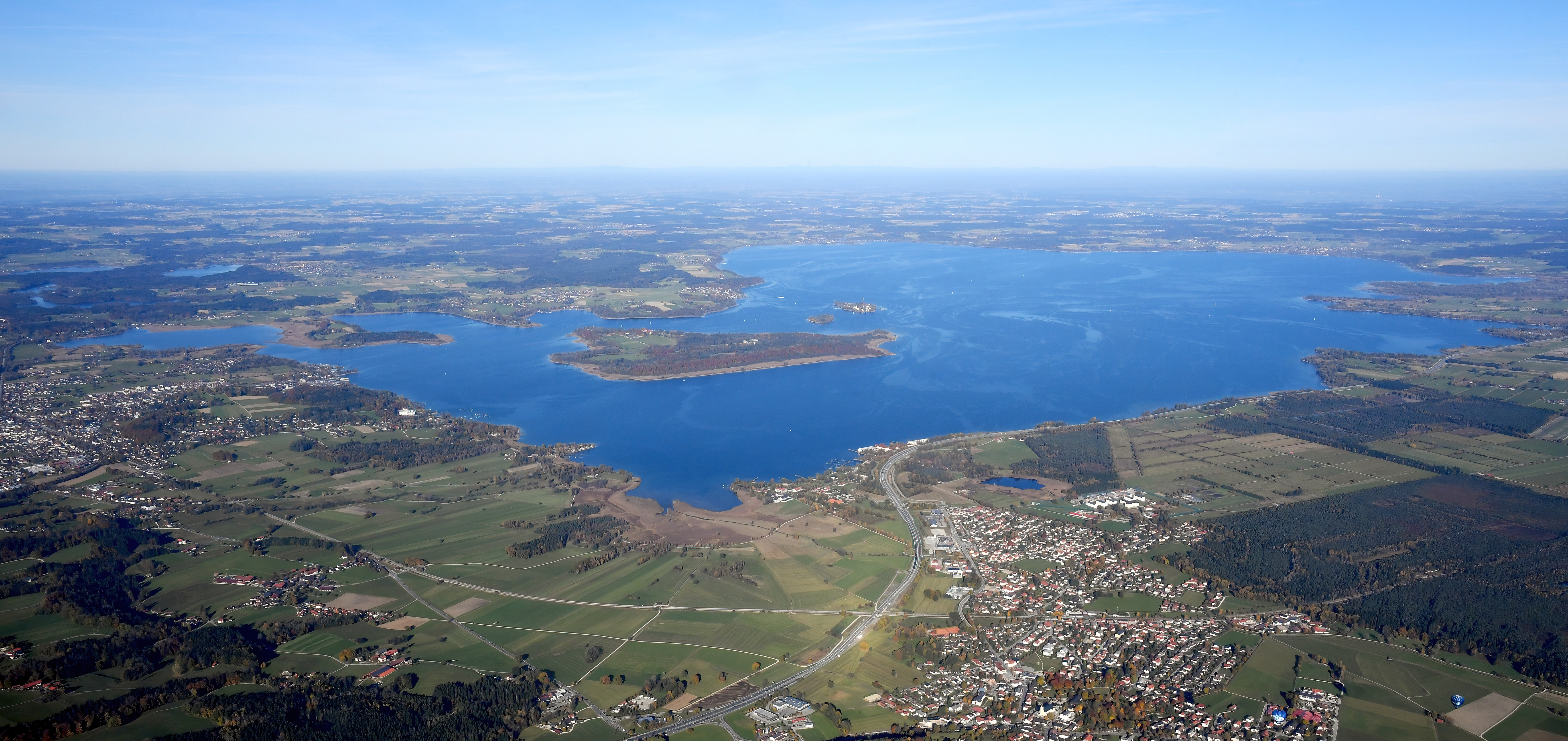
Chiemsee

Stillgewässer (auch Standgewässer, Stehgewässer oder stehende Gewässer) sind natürliche oder künstlich geschaffene Gewässer, in denen keine oder nur eine geringfügige Fließgeschwindigkeit vorhanden ist. Sie gehören zu den Binnengewässern, ihnen stehen die Fließgewässer gegenüber. Nicht zu den Stillgewässern gehören die Ozeane und Meere.
Innerhalb der Hydrologie beschäftigt sich die Limnologie mit stehenden und fließenden Gewässern, primär Süßgewässern, aber auch Sonderformen saliner Binnengewässer (wie Salzwasserseen), die nicht unter die Meereskunde fallen.

## Klassifizierung

Diagramm der Gewässertypen

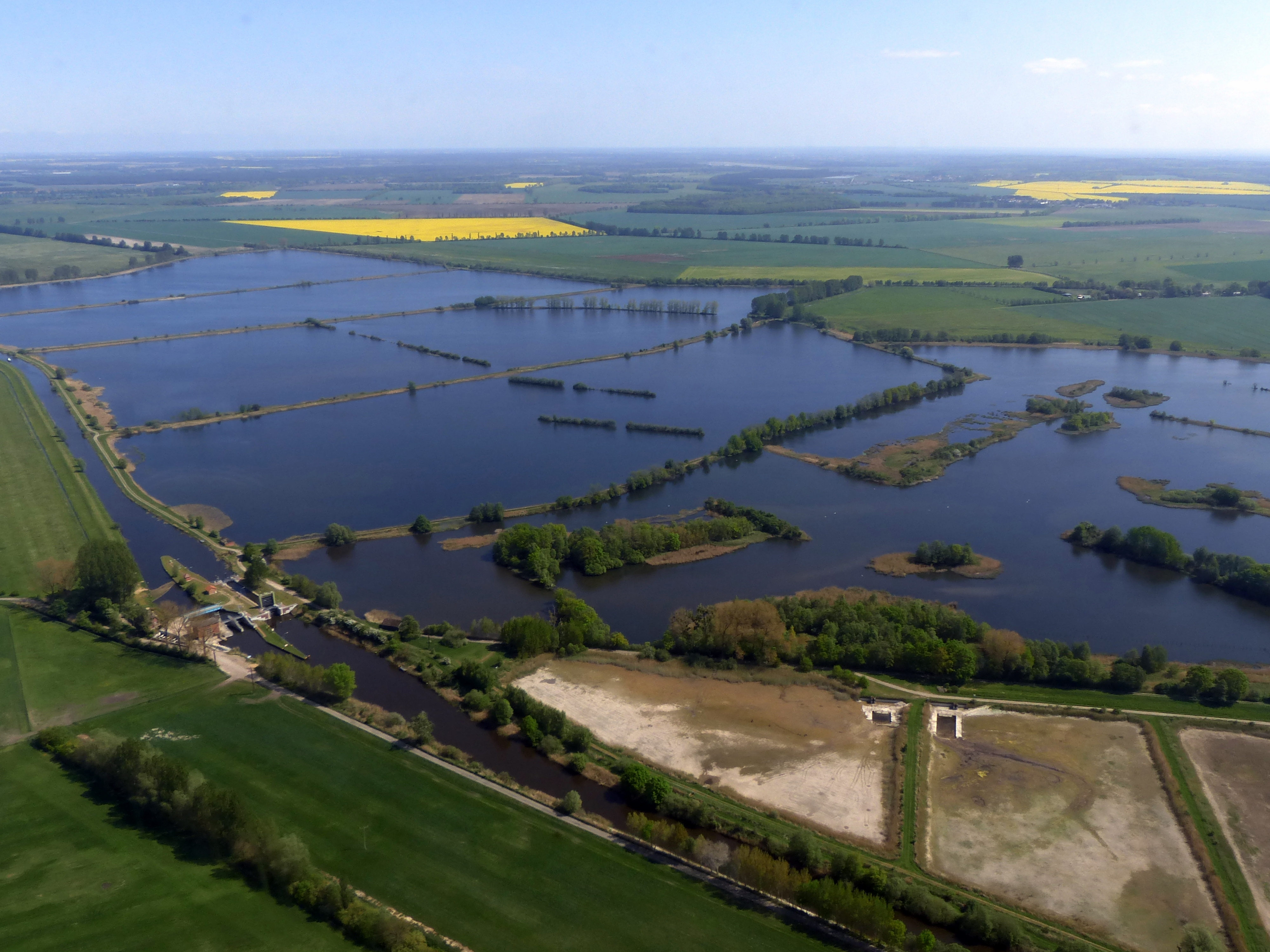
Neuhöfer Karpfenteiche

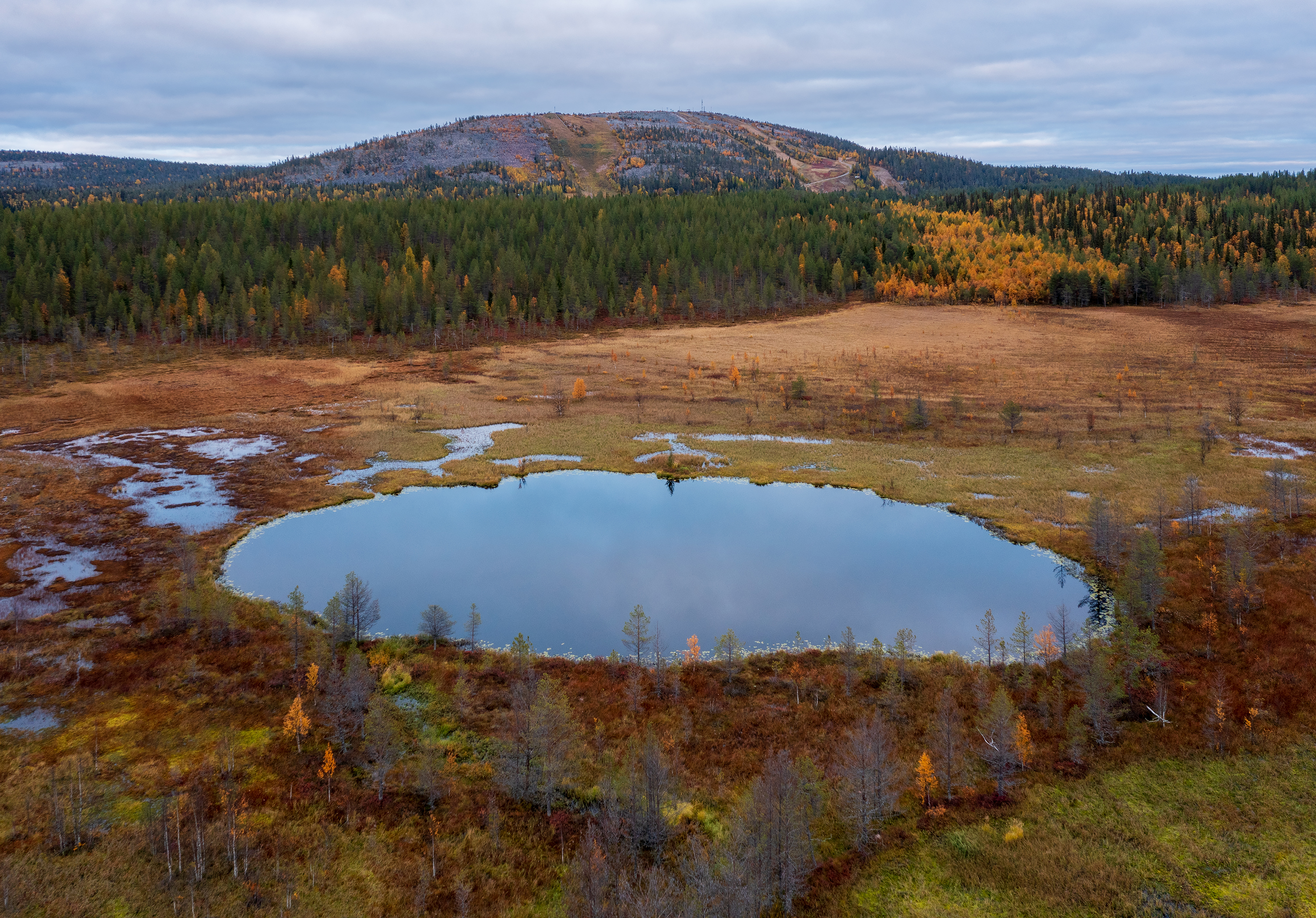
Ein Moortümpel in Salla, Finnland

Wichtige Kriterien zur Unterscheidung von Stillgewässern sind deren Größe, die Tiefe, die Wasserführung sowie die Entstehungsweise. In Bezug auf die Tiefe unterscheidet man zwischen:
- Seen, die über eine ausreichende Tiefe verfügen, damit sich eine Temperaturschichtung entwickeln kann, die über längere Zeit bestehen bleibt und nur wenige Male pro Jahr umgeschichtet werden kann. Dies ist in der Regel ab etwa 8 bis 10 m Tiefe der Fall. Pflanzenbewuchs ist nur im Uferbereich (Litoral) möglich.
- Flachgewässer, deren Wasserkörper häufig umgeschichtet wird, manchmal sogar täglich. Die Flachgründigkeit hat zur Folge, dass Schwimmpflanzen mit ihren Wurzeln den Grund erreichen und theoretisch die ganze Wasseroberfläche besiedeln können. Bei der Unterscheidung verschiedener Flachgewässer sind die Kriterien der Wasserführung und der Entstehungsweise wichtig:
  - Weiher sind Flachwasserseen mit oder ohne ständige Wasserführung. Sie können ohne bauliche Maßnahmen bzw. Pumpeneinsatz nicht trockengelegt werden. Sehr große Weiher werden auch Flachseen genannt, solche mit einer kleinen Wasseroberfläche zählt man zu den Kleinweihern.
  - Tümpel sind flache, periodisch austrocknende Wasseransammlungen mit natürlicherweise stark schwankenden Wasserständen ohne Wasserführung bzw. Ablauf. Sie können natürlichen oder menschlichen Ursprungs sein.
  - Lachen, Laken oder Pfützen sind episodisch wasserführend.
  - Teiche sind von Menschen geschaffene Gewässer, deren Wasserstand meist künstlich regulierbar ist, so dass ein Teich auch zeitweise trockengelegt sein kann.
  - Sölle sind eiszeitlich bedingt entstandene Weiher oder Tümpel aus ehemaligem Toteis, in Nordostdeutschland auch Pfuhle genannt.
  - Altarme und Altwasser sind abgeschnürte Mäander, wobei beim Altwasser keine Verbindung mehr zum Fluss besteht.

Stillgewässer können auch aufgrund der Größe unterschieden werden. Gebräuchliche Kategorien sind:
- Kleinstgewässer wie Pfützen, Lachen etc. sind nur bis zu einigen Quadratmetern groß.
- Kleingewässer (Tümpel, Teiche, Kleinweiher) haben eine Oberfläche, die bis zu etwa 1 ha groß ist.
- Großgewässer, zu denen Seen und große Teiche gehören, sind größer als ca. 1 ha.

Die Grenzwerte stellen lediglich eine nützliche Orientierungshilfe für die Praxis dar.
Die biologische Qualität von Stillgewässern wird anhand des Trophiensystems in Trophiestufen eingeteilt. Das bei Fließgewässern angewandte Saprobiensystem ist aufgrund der unterschiedlichen biologischen Zonierung nicht geeignet.
Formen von Stillgewässern sind auch künstlich angelegte Teiche, Weiher oder Seen, die besonderen Nutzungen wie der Fischzucht, dem Bergbau oder Badezwecken dienen. Auch geflutete Kiesgruben, Lehmgruben und Tagebaurestlöcher zählen dazu. Sie alle weisen veränderte Lebensbedingungen und entsprechende Biozönose auf.
Nicht süßwassergefüllte Stillgewässer sind Salzseen und -lacken oder solche mit gänzlich verändertem Chemismus wie Säureseen aller Art. Im Grenzbereich der Limnologie mit der Ozeanologie liegen küstennahe (litorale) Gewässer, wie die Lagunen, die  oft ebenfalls eine andere Salinität haben als das angrenzende offene Meer. Im Schnittgebiet zu den Grundwasser-Wissenschaften liegen Quelltöpfe, Höhlenseen und andere unterirdische Sonderformen. Im Grenzbereich zur Feuchtgebietsforschung liegen Erscheinungen wie Blänken, Väte und Alvarseen, Tümpel- und Lacken-Netzwerke, oder Überschwemmungszonen. Stehendes Wasser auf Gletschern und antauendem Permafrost untersucht auch die Glaziologie als Wasserwissenschaft. Heiße Seen und Flachgewässer stellen einen Sonderzweig in Kontakt mit der Vulkanologie dar, dazu gehören auch viele übersäuerte Stillgewässer.

## Ökosysteme
Abhängig von Größe, Bewirtschaftung und ihren weiteren Eigenschaften weisen die Ökosysteme der verschiedenen Stillgewässer mehr oder weniger Ähnlichkeiten mit dem „Ökosystem See“ auf.

## Ökologischer Zustand
Der ökologische Zustand von Fließ- bzw. Oberflächengewässern (wie von Grundwasser) wird in der Europäischen Union (EU) nach der Richtlinie 2000/60/EG (EU-Wasserrahmenrichtlinie, WRRL) nach verschiedenen Kriterien analysiert und nach fünf Graden eingeteilt: „sehr gut“, „gut“, „mäßig“, „unbefriedigend“, „schlecht“.